# محمد عبد الرحمن المرزوقي
محمد بن عبد الرحمن بن محجوب المرزوقي، (1284 هـ - 1365 هـ)، المكنّى بأبي حسين الحنفي المكي، هو أستاذ وفقيه ديني سعودي، ولد بمكة المكرمة ونشأ بها، وحفظ القرآن الكريم ومجموعة من المتون، واجتهد في طلب العلم، ولا سيما الفقه، فلازم مفتي مكة المكرمة الشيخ صالح كمال وبه تفقه وبرع. وأخذ النحو والمنطق والمعاني والبيان وغيرهما من السيد بكري شطا. وقرأ على الشيخ حافظ عبد الله النهدي، وعلى الشيخ عبد الحق الإله آبادي ثم المكي وأجازوه إجازة عامة. ولما قدم الشيخ أحمد رضا البريلوي مكة المكرمة استجازه فأجازه بسائر مروياته ومؤلفاته.
تعدّى للتدريس بالمسجد الحرام، فعقد حلقة درسه في الرواق الذي بين باب القطبي وباب الباسطية، وكانت حلقته مكتظة بكبار طلاب العلم ورواد المعرفة، منهم الشيخ حسين بن عبد الغني، والشيخ أحمد الهرساني، والشيخ محمد المرزوقي، والشيخ يحي أمان، وكلهم تولوا مناصب القضاء.
تولى القضاء في العهدد العثماني بمكة المكرمة، وكان عضواً بمحكمة التعزيرات، وعضواً بإدارة عين زبيدة، وعضواً بهيئة التمييز. وفي العهد الهاشمي عيّن عضواً بهيئة المعارف. وفي العهد السعودي عيّن رئيساً للمحكمة الكبرى، ورئيساً للمجلس الأهلي الاستشاري، وعضواً بهيئة رئاسة القضاء، ووكيلاً لرئيس القضاة عند غيابه. كان في جميع العهود موفقاً في أحكامه، يقدّره الولاة ويحبّه الشعب لما اشتهر به من حزم في رحمة وعدل وفي تقوى الله، وتحرّي الحق، وتنفيذ الحكم الشرعي دون هوادة، أو محاباة لأحد. توفي بمكة المكرمة.